# Frits Johannesen
Frits Johannesen (født 22. maj 1944 i Fuglafjørður, død 8. december 2023) var en færøsk kunstmaler, digter og korleder.
Johannesen var født og bosat i Fuglafjørður, som er en bygd på øen Eysturoy på Færøerne. Han er gift med Alexandra Johannesen.
Frits Johannesen var uddannet lærer og uddannede sig desuden inden for billedkunst og musik. Udover at være kunstmaler, var Frits Johannesen også digter og korleder. I et portrætinterview forklarede han, at det nærmest er et færøsk karaktertræk at være kreativ og aktiv på flere forskellige områder, da det i de små færøske samfundet altid har været nødvendigt at beherske flere funktioner.
Johannesens malerier har ofte en stærkt ekspressionistisk karakter, der er rodfæstet i færøsk historie, myter og kultur.